# Instituto de Hijas de María Religiosas de las Escuelas Pías
El Instituto de Hijas de María Religiosas de las Escuelas Pías (en latín Congregatio Filiarum Mariae Scholarum Piarum) es una Congregación religiosa católica femenina de derecho pontificio, fundada el 2 de febrero de 1847 en Figueras, por la religiosa española Paula Montal, inspirada en la obra de José de Calasanz, fundador de los Escolapios. A las religiosas de este instituto se les conoce como hijas de María o escolapias y posponen a sus nombres las siglas: Sch.P.

## Historia

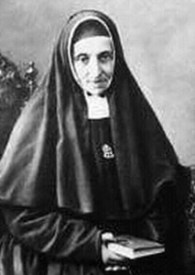
Paula Montal (1799-1889), fundadora de la congregación, es venerada como santa en la Iglesia católica.

En 1829 Paula Montal abrió en Figueras, Provincia de Gerona (España), un instituto de instrucción femenina, inspirado en las Escuelas Pías de José de Calasanz. Para la atención de la misma, con otras tres mujeres animadas por la obra, dio inicio a la congregación de las Hijas de María. La fecha retenida como institutiva fue la de la profesión religiosa de dicho grupo, el 2 de febrero de 1847. Las Constituciones de la nueva comunidad se basaron en las de los escolapios.
Las escolapias pasaron a ser una congregación de derecho pontificio, con la aprobación de 1860, por parte del papa Pío IX, permitiendo su posterior difusión. A la muerte de la fundadora (1889), la Congregación contaba ya con 346 religiosas y 19 colegios.

## Actividades y presencias
El trabajo de las escolapias en la Iglesia y la sociedad es de carácter apostólico-educativo, establecido en favor de la educación humano-cristiana de la niñez y juventud, de la promoción integral de la mujer, preferentemente de las clases populares. Paula Montal, totalmente identificada con el carisma de José de Calasanz, quiso para el instituto la espiritualidad y constituciones calasancias.
En 2011, la Congregación contaba con unas 684 religiosas y unas 104 comunidades, presentes en Argentina, Bolivia, Brasil, Chile, Colombia, Cuba, Ecuador, España, Estados Unidos, Filipinas, Guinea Bissau, Guinea Ecuatorial, India, Italia, Japón, México, Polonia, Puerto Rico, República Dominicana, Senegal y Vietnam. La casa general se encuentra en Roma y su actual superiora general es la religiosa de origen español M. Asunción Pérez.